# مفاعل حراري نيوتروني

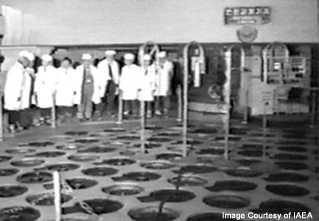

المفاعل النووي النيوتروني هو مفاعل نووي يستخدم نيترونات بطيئة أو حرارية. (لا تعني كلمة «الحرارية» الساخنة بالمعنى المطلق ولكنها تعني في حالة توازن حراري مع الوسط الذي تتفاعل معه  وقود المفاعل وسيطرته وبنيته وهي طاقة أقل بكثير من النيوترونات السريعة التي يتم إنتاجها في البداية بواسطة الانشطار).
معظم مفاعلات محطة الطاقة النووية هي مفاعلات حرارية وتستخدم وسيط نيتروني لإبطاء النيوترونات حتى تقترب من متوسط الطاقة الحركية للجسيمات المحيطة أي لتقليل سرعة النيوترونات إلى نيوترونات حرارية منخفضة السرعة اما بخصوص النيوترونات الغير مشحونة يسمح لها بالتغلغل في الهدف وقربها من النواة وبالتالي نثر النيوترونات بواسطة القوى النووية.
المقطع العرضي النووي لليورانيوم -235 للنيوترونات الحرارية البطيئة هو حوالي 1000 برميل لذلك من المرجح أن يتسبب النيوترون الحراري في انبعاث اليورانيوم -235 من الانشطار النووي أكثر مما يسببه اليورانيوم 238. إذا ضرب نيوترون واحد على الأقل من انشطار اليورانيوم 235 نواة أخرى وأدى إلى انشطارها فستستمر سلسلة التفاعل. إذا كان رد الفعل سيدعم نفسه ، يقال إنه حاسم ويقال إن كتلة اليورانيوم 235 المطلوبة لإنتاج الحالة الحرجة هي كتلة حرجة.

## مكونات المفاعل الحراري
تتكون المفاعلات الحرارية من:
- النيوترون وسيط لإبطاء النيوترونات.[4] (في مفاعلات الماء الخفيف والمفاعلات التي تعمل بالماء الثقيل فإنه يتضاعف كمفاعل تبريد المفاعل النووي.
- الوقود النووي (وهو مادة انشطارية وعادة ما يكون اليورانيوم).
- وعاء المفاعل (عبارة عن وعاء ضغط يحتوي على سائل التبريد والمفاعل).
- الحماية من الإشعاع (لحماية الناس والبيئة من الآثار الضارة للإشعاع المؤين).
- المباني الاحتواء التي تم تصميمها في أي حالة طوارئ لاحتواء الهروب من الإشعاع.
- أدوات لمراقبة وضبط أنظمة المفاعل.[5]